# Des Lacs
Des Lacs is een plaats (city) in de Amerikaanse staat North Dakota, en valt bestuurlijk gezien onder Ward County.

## Demografie
Bij de volkstelling in 2000 werd het aantal inwoners vastgesteld op 209.
In 2006 is het aantal inwoners door het United States Census Bureau geschat op 192, een daling van 17 (-8.1%).

## Geografie
Volgens het United States Census Bureau beslaat de plaats een oppervlakte van
1,5 km², waarvan 1,4 km² land en 0,1 km² water. Des Lacs ligt op ongeveer 502 m boven zeeniveau.

## Plaatsen in de nabije omgeving
De onderstaande figuur toont nabijgelegen plaatsen in een straal van 28 km rond Des Lacs.